# Kangurowanie

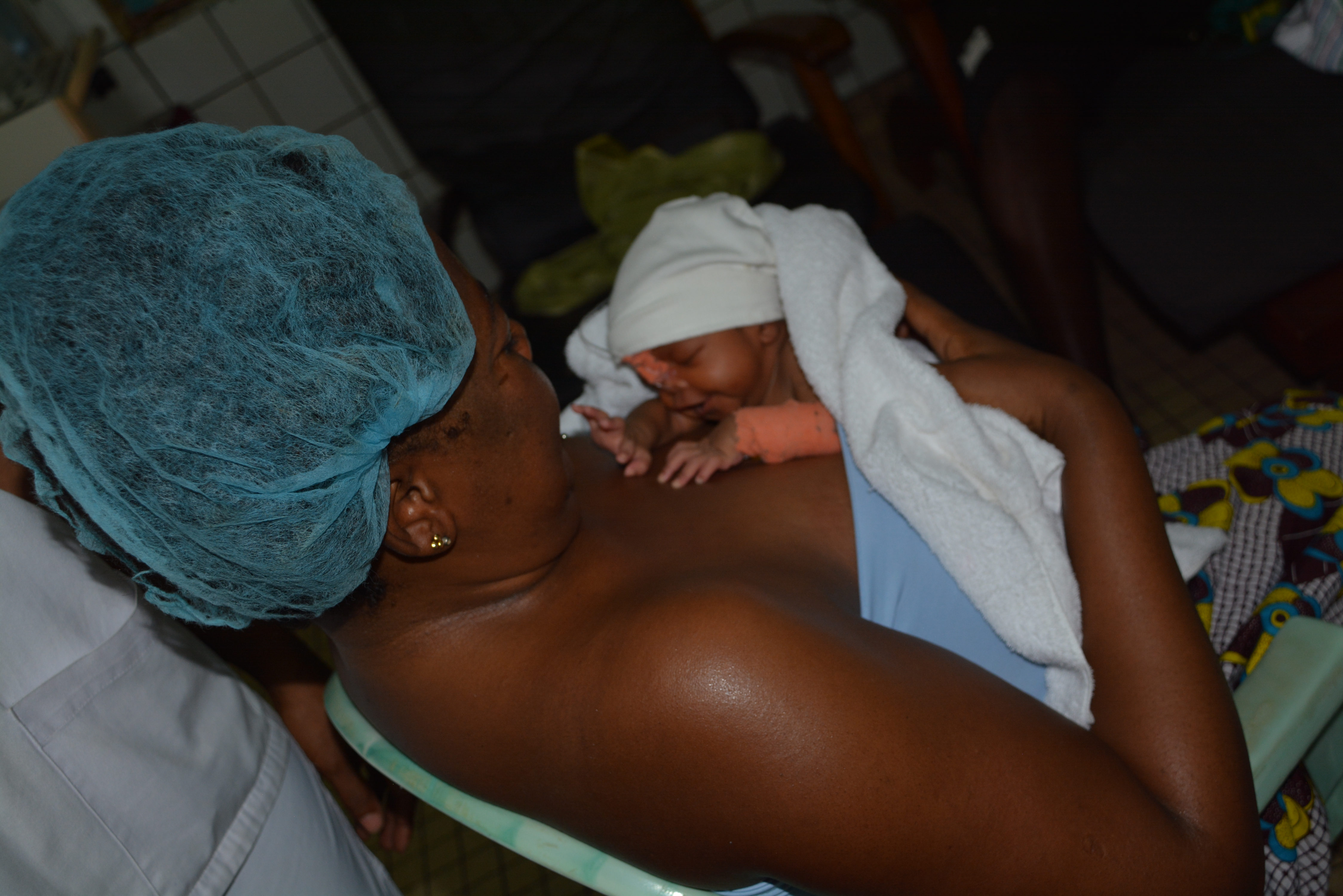
Noworodek kangurowany przez dorosłą kobietę.

Kangurowanie (KMC – Kangaroo Mother Care) – metoda wczesnej opieki nad noworodkiem, zapewniająca bezpośredni kontakt ciała noworodka z ciałem matki tzw.: kontakt „skóra do skóry”, któremu towarzyszy (w odpowiednich warunkach) karmienie noworodka wyłączne piersią i wczesny wypis do domu. Standardy tej praktyki medycznej zostały sformułowane przez Światową Organizację Zdrowia (WHO) w 2003 roku. Noworodek utrzymywany jest w pozycji pionowej lub półpionowej na klatce piersiowej matki w okolicy jej piersi, przylegając częścią swojego ciała do skóry matki i przebywając pod jej ubraniem. Dla zapobiegania przed utratą ciepła noworodek może mieć założoną czapeczkę oraz pieluchę.

## Pozytywne aspekty stosowania metody kangurowania
- polepsza parametry fizjologiczne dziecka (poziom glukozy, temperaturę ciała, częstość oddechów, utlenowanie krwi)[3][4]
- obniża ból u dzieci poddawanych bolesnym i inwazyjnym procedurom[5]
- wzmaga percepcję matki (rodziców) w odniesieniu do sygnałów płynących ze strony noworodka[6]
- obniża częstość występowania matczynych epizodów depresji poporodowej matki[7]
- na drodze endokrynnej zwiększa produkcję mleka kobiecego przez co przedłuża okres efektywnego wyłącznego karmienia naturalnego[8][9]
- wzmacnia więź między matką i dzieckiem[10]
- wpływa pozytywnie na rozwój psychoruchowy dziecka oraz jego kontakt z rodzicami[11]

## Przeciwwskazania do kangurowania
- niestabilna sytuacja kliniczna noworodka (częste bezdechy, wytrzewienie, posocznica)
- noworodki narażone na intensywny ból np. podczas przenoszenia
- drenaż jamy opłucnej
- okres pooperacyjny
- nieprzygotowanie rodziców[12]

## Możliwe powikłania kangurowania
- przypadkowe rozintubowanie
- przemieszczenie poza naczynie kaniul żylnych lub tętniczych
- poczucie winy u rodziców w sytuacji destabilizacji stanu dziecka podczas kangurowania[13]